# 平均黄経
平均黄経とは、天体が円軌道上にあり、他の天体の摂動を受けないとした場合に、その天体を見つけることができる黄経。天体の軌道や運動を表すパラメータである軌道要素の1つで、離心率が小さい天体では平均近点角や近点通過時刻の代わりに用いられることもある。

## 定義

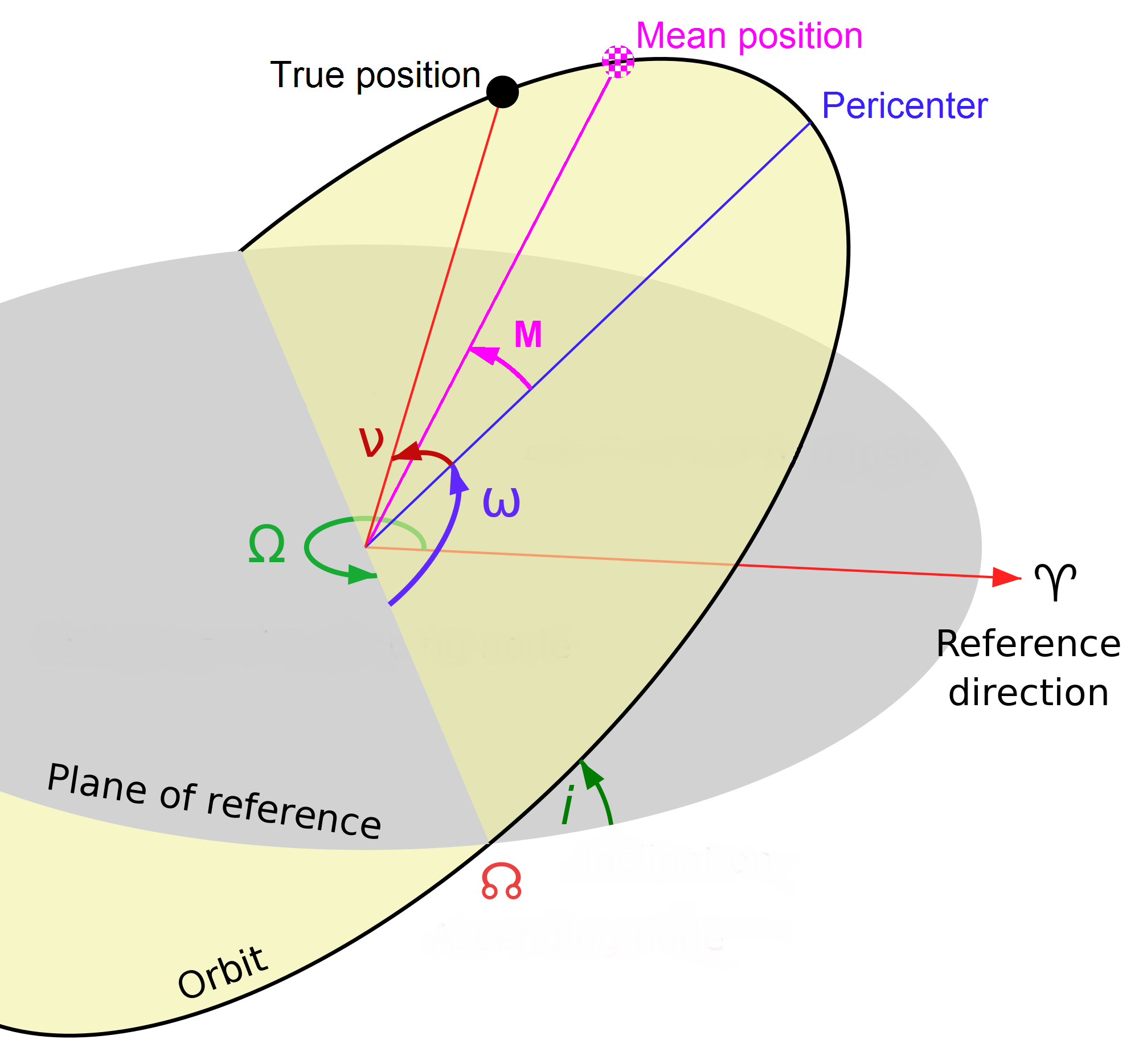
軌道上の天体の平均黄経は、l = Ω + ω + Mで計算される。Ω は昇交点黄経、ω は近点引数、Mは平均近点角。真黄経も同様にL = Ω + ω + ν で計算される。ν は真近点角を表す。

- 黄道に沿って基準方向 ♈︎ を定義する。通常、これは黄経0°の春分点の方向である。
- 天体の軌道は一般に黄道に対して傾斜しているため、♈︎ から軌道が南から北へ黄道を横切る場所（昇交点）までの角距離を、昇交点黄経 Ω と定義する。
- 昇交点から近点までの軌道の平面に沿った角距離を、近点引数 ω と定義する。
- 楕円軌道にある実際の天体と同じ軌道周期で天体が円軌道を動いた場合の近点からの角距離を、平均近点角 M と定義する。

これらの定義から、平均黄経 lは、物体が一定の速度で動いた場合の基準方向からの角距離として、以下のように表される。 
l = Ω + ω + M
平均黄経は、春分点から昇交点まで黄道に沿って測られた後、天体の軌道平面に沿って平均位置まで測られる。 

## 討論
平均近点角と同様に、平均黄経はいかなる天体間の角度も測定しない。基準方向を通って物体がその軌道をどれだけ進んでいるかを示す、単なる便利な均一な尺度である。平均黄経は平均位置を示し、一定の軌道速度を想定したものであるが、 真黄経は実際の黄経を測定し、 楕円軌道上で変化する実際の軌道速度で天体が移動するものと想定する。この2つの差は中心差 (equation of the center) として知られる。 

## 公式
上記の定義から、近点黄経を以下のように定義する。 
ϖ = Ω + ω
その場合、平均黄経も以下のように定義される。 
l = ϖ + M
よく見られる別の形式は、元期平均経度 、 εです。 これは、 元期として知られる基準時間t 0での単純な黄経である。平均黄経は以下のように表すことができる。 
l = ε + n （ t − t 0 ）
または
l = ε + nt （元期t 0でt = 0であるため）
ここで、n は平均角運動 、t は任意の時間を示す。軌道要素の一部のセットでは、εは6つの要素の1つとする。 